# ヴァイキング・ロック
ヴァイキング・ロック（Viking rock、スウェーデン語では「Vikingarock」とも呼称）は、19世紀のヴァイキングのロマン主義から多くのテーマを取り入れたロックのジャンルであり、ロカビリー、オイ!、ストリート・パンク、フォーク・ミュージックなどの要素を混ぜ合わせている。ヴァイキング・ロックで頻繁に登場するテーマには、ヴァイキングや北欧神話、さらにはスウェーデンのカール12世やカロリアンが含まれている。
ヴァイキング・ロックは白人至上主義と結びついていることが多い。ヴァイキング・ロックと白人のパワー・ミュージックを区別しない人も多く、ヴァイキング・ロックが本質的に人種差別的であるかどうかについては議論がある。しかし、スウェーデンのバンド、ヘル (Hel)のような一部のヴァイキング・ロック・バンドは人種差別を認めていないと言われている。
「Kuggnäsfestivalen」は、ヴァイキング・ロックに特化した音楽フェスティバルである。